# Brändören
Brändören is een Zweeds eiland behorend tot de Lule-archipel. Het eiland is een van de meest noordelijk gelegen eilanden van de archipel. Het heeft geen vaste oeververbinding, maar wordt door een zandrug bijna met het vasteland verbonden. Er is geen bebouwing.